# きょうのインタビュー
『きょうのインタビュー』は、1977年4月4日から1984年3月23日まで青森放送（RABテレビ）で放送されていたテレビの対談番組である。

## 番組概要
1977年春、それまで朝の番組だった『RABニュースレーダー』の夕方枠移動と同時にスタート。第1回のゲストは東亜国内航空のスチュワーデス。
途中で17時台への枠移動があったが番組開始からの7年間、『ニュースレーダー』『NNNジャストニュース』（当時のNNN夕方ニュース）と並んでRABテレビの夕方枠を支えた。
毎回、青森県出身の有名人や同県にゆかりのある人物はもとより、他県出身の役者や文化人など各界から幅広い人物が出演した。
番組は1984年3月に終了したが、この番組の系譜は後継番組『土曜インタビュー』や現在放送中の『RABゲストルーム』などに受け継がれており、同局にて対談番組の礎を築いた番組といえる。

## 放送時間
一貫して月曜 - 金曜の放送（ただし、編成の都合で休止した事もある）。
- 1977.4.4 - 1982.4.2：18:50 - 19:00（『ジャストニュース』後の放送）
- 1982.4.5 - 1984.3.23：17:45 - 18:00（5分拡大。移動により『ニュースレーダー』の前座番組となる）

## 出演者
一般人の出演もあったため、一部を掲載。（）内の役職は出演当時のもの。
- 伊奈かっぺい（方言詩人。当時は「伊奈勝平」名義）
- 佐々木誠造（青森三菱自動車販売社長・のちの青森市長）
- 斎藤又四郎（民謡歌手。RABでラジオDJも務めた）
- 三浦雄一郎（プロスキーヤー・登山家）
- 田崎潤（俳優）
- 月舘れい（画家）
- 石川さゆり（演歌歌手）
- 村上世一（陶芸家）
- 栗原小巻（女優）
- 北大路欣也（俳優）
- 宇野重吉（俳優）
- 橋本忍（映画監督）
- 久木幸男（教育学者・大学教授）
- 川上閑雪（茶道家）
- 竹林善次郎（青森日産自動車販売社長）